# Antoine-Guillaume Ravets
Antoine-Guillaume Ravets o Ravils (Lovaina, 1758-Amberes, 1827) fue un compositor belga.

## Biografía
Tuvo por maestro al organista y compositor Matthias Vanden Gheyn y a su vez fue organista de la iglesia de san Jacobo de su ciudad natal; posteriormente obtuvo igual cargo en la iglesia de los Agustinos de Amberes.
Entre sus composiciones cabe mencionar De profundis (dos voces, órgano y orquesta), Jesu corona virginum, Confiteatur, Verbum supernum, Tecum principum, Juravit Dominus, Quis sicut Dominus y una misa de réquiem (a cuatro voces y pequeña orquesta).